# Шайнс, Джонни
Джонни Нед Шайнс (англ. Johnny Ned Shines; 26 апреля 1915, Мемфис, Теннесси, США  — 20 апреля 1992, Таскалуса, Алабама, США) — американский блюзовый гитарист, вокалист и автор песен. Победитель Blues Music Awards в номинации «Альбом традиционного блюза» (1980), в номинации «Исторический блюзовый альбом» (1992), «Исполнитель акустического кантри-блюза» (1992); номинант Blues Music Awards в номинациях «Альбом традиционного блюза» (1980), «Мужчина-исполнитель традиционного блюза» (1980, 1982, 1983). Член Зала славы блюза (1992).  

## Биография
Джонни Шайнс родился в 1915 году во Фрейзере (сейчас пригород Мемфиса, Теннесси). В 1925 году увидел выступление Блайнд Лемона Джефферсона и начал учиться играть на гитаре у матери. С раннего возраста выступал со слайд-гитарой на улицах Мемфиса и в джук-джойнтах. В 1932 году он переехал в Хьюс, где в течение трёх лет работал на ферме, почти забросив музыку. Однако в то время он встретился с Хаулином Вулфом, и копировал его манеру игры. Легенда гласит, что Шайнс впервые выступил на сцене во время одного из концертов Вулфа: во время перерыва, Шайнс украл его гитару, и прыгнул на сцену. . Последующая встреча с Робертом Джонсоном ещё больше повлияла на Джонни Шайнса и дала ему толчок к возобновлению музыкальной карьеры. С 1935 по 1937 год Джонни Шайнс гастролирует вместе с Робертом Джонсоном в США и Канаде. Эта встреча оказалась знаковой для Джонни Шайнса ещё и потому, что с тех пор он вызывал больший интерес у публики как лично знавший и выступавший с Джонсоном, а не сам по себе.
Затем до 1941 года Джонни Шайнс выступает по всему югу США, пока не переселился в Чикаго. Там он начал работать на стройке, но вечерами продолжал выступления в местных барах, а также пытался подписать контракт со студиями звукозаписи. Шайнс также возглавлял джамп-блюзовую группу из восьми человек под названием Dukes of Swing, которая играла джаза и R&B . В 1946 году он впервые записался для Columbia Records, но первая его запись так и не была выпущена (увидела свет в 1971 году). В 1950 году Chess Records вновь записала исполнителя, но снова пластинка не была выпущена (увидела свет в 1970 году). В 1952 году наконец-то первые четыре песни (из 11 записанных) Джонни Шайнса были выпущена на J.O.B. Records, но пластинка провалилась с точки зрения коммерческого успеха. Семь песен были записаны с участием легендарного гитариста Биг Уолтера Хортона. Сейчас эта пластинка рассматривается как возможно лучшая в дискографии музыканта: «все записи Шайнса начала 50-х сейчас считаются классикой электрического чикагского блюза». «Эти записи сделали его блюзовым исполнителем редкой силы — сильным певцом, поэтическим автором текстов и один из лучших слайд-гитаристов своего времени» 
Джонни Шайнс, разочаровавшись в музыкальной индустрии, заложил в ломбард всё своё оборудование и начал работать на фабрике, вечерами подрабатывая фотографом в блюзовых клубах. В 1965 году его «заново открыл» историк блюза Сэм Чартерс и две песни Шайнса вышли на сборнике Chicago: The Post-War Blues Vol. 1. В 1966 году Vanguard Records отыскала исполнителя, и он записал 6 песен, которые были выпущены на третьем диске сборника 1966 года Chicago/The Blues/Today!. Альбом стал классикой жанра, что позволило Джонни Шайнсу начать гастроли в составе Chicago All Stars вместе с Биг Уолтером Хортоном и Вилли Диксоном. В 1966 году Шайнс записался на пластинке Отиса Спанна и выпустил свой первый полноценный альбом под своим именем на лейбле Testament Records (с участием Отиса Спанна на фортепиано,  Биг Уолтером Хортоном на губной гармошке, Ли Джексоном на басу и Фредом Белоу на барабанах).
В 1969 году Джонни Шайнс переехал в Алабаму, поскольку его дочь неожиданно умерла и он беспокоился за «городское» воспитание внуков. Там он периодически играл в местной студенческой кофейне, давал уроки игры на гитаре, а затем привёл туда своего приятеля Фреда Миссисипи Макдауэлла, с которым выступал там вместе. Если в 1950-1960 годы музыкант играл на электрогитаре с полноценным комбо-усилителем , то в этот период он «как будто заново открыл себя, играя чистые и безупречные пьесы на акустической слайд-гитаре с шаффловым, с паузами и подстёгиванием, замысловатым ритмом». В 1970-е Джонни Шайнс гастролирует, часто с Робертом Локвудом, приёмным сыном Роберта Джонсона, ещё одним живущим музыкантом эпохи традиционного дельта-блюза. В это время музыкант выступал даже в Европе и Японии. В 1980 году карьера Джонни Шайнса несколько застопорилась из-за инсульта, после которого он не мог играть на гитаре как прежде, но его голос оставался мощным и эмоциональным. В том же году Джонни Шайнс выпустил альбом Hangin’ On вместе с Робертом Локвудом, и этот альбом был номинирован на Грэмми .
В 1989 году Джонни Шайнс познакомился с Кентом Дюшеном и в дальнейшем выступал с ним. В 1990-м Джонни Шайнс появился в фильме «В поисках Роберта Джонсона», где Шайнс спел несколько мелодий Роберта Джонсона (уже не играя на гитаре)
В 1991 году его последний альбом Back to the Country, записанный с Снуки Прайором и Джонни Николасом получил Blues Music Awards в номинации «Альбом традиционного блюза».
Джонни Шайнс умер в больнице 20 апреля 1992 года и в том же году его имя было внесено в Зал славы блюза.
На некоторых из ранних альбомов Джонни Шайнса были песни, которые казалось, были сочинены прямо на месте. У него это хорошо получалось, и по слухам, работая в кантри-музыкальных клубах своего родного штата, он играл целые концерты, которые были полностью импровизированы
Оригинальный текст (англ.)Some of Shines' earlier albums had featured songs that almost seemed made up on the spot. He was good at that, and was rumored to have played whole sets that were completely improvised when working the country juke joints of his home state 
Роберт Кристгау отозвался о Джонни Шайнсе: «С его интенсивным вибрато, наблюдательными, творческими, но в то же время пропитанными традициями текстами и несравненной слайд-гитарой, он должен раз в год записываться Библиотекой Конгресса» 

## Дискография
Неполная дискография:
- Last Night's Dream (Warner Bros. Records, 1968)
- Johnny Shines: Blues Masters vol. 7 (Blue Horizon Records, recorded May 1968)
- Johnny Shines with Big Walter Horton (Testament Records, 1969)
- Willie Dixon: I Am the Blues (November 1969)
- Standing at the Crossroads (Testament, 1970)
- Sittin' on Top of the World (Biograph Records, 1972)
- Chicago Blues Festival 1972 (Black & Blue Records, 1973)
- Johnny Shines & Co. (Biograph, 1973)
- Johnny Shines (Advent Records, 1974)
- Too Wet to Plow (Blue Labor Records, 1977)
- Hey Ba-Ba-Re-Bop! (Rounder Records, 1978)
- To Wet To Plow (Tomato Records, 1989)
- Back to the Country (Blind Pig Records, 1991)
- Traditional Delta Blues (Biograph, 1991)
- Mr. Cover Shaker (Biograph, 1992)
- Skull & Crossbones Blues (High Tone, 2003)
- Johnny Shines: The Blues Came Falling Down - Live 1973 (Omnivore Recordings, 2019)